# Adelopora crassilabrum
Adelopora crassilabrum is een hydroïdpoliep uit de familie Stylasteridae. De poliep komt uit het geslacht Adelopora. Adelopora crassilabrum werd in 1991 voor het eerst wetenschappelijk beschreven door Cairns. 